# Bartolomeo Ferratini
Bartolomeo Ferratini (Amélia, 1562 - Roma, 1º de novembro de 1606) foi um cardeal do século XVII

## Biografia
Nasceu em Amélia em 1534. Sobrinho de Baldo Ferratini, bispo de Lipari e Amelia.
Clérigo de Amélia. Fui para Roma estudar Direito..
Coadjutor de seu tio Baldo Ferratini como cônego da basílica patriarcal do Vaticano, 24 de fevereiro de 1551; cânon, 5 de dezembro de 1569..
Eleito bispo de Amélia, com dispensa por ainda não ter atingido a idade canônica, em 9 de outubro de 1562, após a renúncia do tio. Consagrado (nenhuma informação encontrada). Juntou-se ao Concílio de Trento em 11 de novembro de 1562; assinou seus decretos em 15 de julho de 1563. Renunciou ao governo da diocese de Amélia antes de 17 de dezembro de 1571. Vigário e cônego da basílica patriarcal do Vaticano, 1580. Prefeito da Fábrica de São Pedro. Regente da chancelaria da Santa Igreja Romana, 21 de novembro de 1584. Presidente do Tribunal da Assinatura Apostólica da Graça..
Criado cardeal sacerdote no consistório de 11 de setembro de 1606; recebeu o chapéu vermelho em 14 de setembro de 1606; morreu antes de receber o título..
Morreu em Roma em 1º de novembro de 1606, em seu palácio romano. Sepultado na catedral de Amélia, num rico sepulcro com epitáfio solene..